# 马奎斯 (格林纳达)
马奎斯（Marquis）是加勒比海岛国格林纳达的城镇之一，由圣安德鲁区负责管辖，位于该岛东海岸中格伦维尔到波姆罗斯和圣戴维的道路上，海拔高度为0米。